# Rhinobatos
Rhinobatos é um género de raia-viola da família dos Rinobatídeos, caracterizado pelo corpo de formato achatado e triangular na parte anterior e providos de uma longa e grossa cauda. São comummente conhecidos como guitarra, rabeca ou viola, mercê da semelhança do seu formato ao dos respectivos instrumentos musicais homónimos.
Este género pode ser encontrado em todos os mares do mundo.
Este género contém as seguintes espécies:
- Rhinobatos albomaculatus
- Rhinobatos annandalei
- Rhinobatos annulatus
- Rhinobatos austini
- Rhinobatos blochii
- Rhinobatos formosensis
- Rhinobatos granulatus
- Pseudobatos horkelii
- Rhinobatos hynnicephalus
- Rhinobatos irvinei
- Rhinobatos jimbaranensis
- Rhinobatus lentiginosus
- Rhinobatos mononoke
- Rhinobatos nudidorsalis
- Rhinobatos obtusus
- Rhinobatos penggali
- Rhinobatos planiceps
- Pseudobatos prahli
- Rhinobatos productus
- Rhinobatos punctifer
- Rhinobatos rhinobatos
- Rhinobatos sainsburyi
- Rhinobatos salalah
- Rhinobatos thouin
- Rhinobatos typus
- Rhinobatos whitei
- Rhinobatos zanzibarensis